# Heiltumskammer
Eine Heiltumskammer ist ein sakraler Schauort. An diesem Ort werden Reliquien aufbewahrt, die mit einem oder mehreren Heiligen in unmittelbarem Zusammenhang stehen. Es können, müssen aber nicht, körperliche Fragmente von Verstorbenen sein. Da mit den aufbewahrten Gegenständen weiterhin eine Heiligenverehrung verbunden ist, ist die Heiltumskammer kein kirchliches Museum, sondern befindet sich in einem Gotteshaus. 
Heiltumskammern sind in Deutschland und Österreich ausgesprochen selten. Es gibt eine solche
- im Trierer Dom, wo u. a. der Heilige Rock aufbewahrt wird
- in der Augsburger Basilika St. Ulrich und Afra, vorwiegend Reliquien von Bischof Ulrich, siehe Heiltumskammer (Augsburg)
- im Wiener Stephansdom, siehe Wiener Heiltumstuhl
- in der Walberberger St.-Walburga-Kirche